# Battaglia del crinale di Vimy
La battaglia del crinale di Vimy fu un'offensiva diversiva alleata, lanciata nell'ambito della più vasta azione per la conquista di Arras, situata nella regione Nord-Pas-de-Calais in Francia. Lo scontro vide contrapposti il Canadian Corps, contro le tre divisioni della 6ª Armata tedesca che presidiavano il settore.
L'obiettivo del Corpo canadese era quello di assumere il controllo del crinale situato a ovest del paese di Vimy, così da avere una posizione favorevole per il controllo del settore: questo avrebbe garantito il controllo del versante meridionale e in questo modo difendere e coprire dall'alto la successiva avanzata inglese verso Arras.

Supportati da un violento tiro di sbarramento, i canadesi, che si assunsero quasi totalmente il peso dell'attacco, conquistarono la maggior parte del crinale già il primo giorno, il secondo giorno dell'attacco venne conquistata la città di Thélus, e nonostante la strenua resistenza tedesca, l'obbiettivo finale, il poggio fortificato di Givenchy-en-Gohelle, cadde il 12 aprile 1917, quando le forze tedesche si ritirarono sulla linea Oppy-Méricourt.

Gli storici attribuiscono il successo canadese ad una "miscela" di bravura e fortuna; la pianificazione meticolosa dell'attacco e il potente supporto di artiglieria, così come la mancata applicazione della dottrina a "difesa elastica" da parte dei tedeschi, garantirono la netta vittoria ai canadesi, che per la prima volta furono impiegati autonomamente. Per questo la battaglia divenne motivo d'orgoglio e un simbolo di sacrificio per i canadesi. Una porzione di 100 ettari dell'ex campo di battaglia è diventata il Canadian National Memorial Vimy.

## Premesse
Il crinale di Vimy è una scarpata lunga circa 8 km a nord-est della città di Arras sul bordo occidentale della pianura di Douai, il crinale sale gradualmente sul suo lato occidentale per cadere più rapidamente sul lato orientale. Il crinale ha un'altitudine massima di 145 metri e 60 metri sopra le pianure di Douai, e per questo offre una vista senza ostacoli naturali per decine di chilometri in tutte le direzioni.
Il settore, e il crinale, caddero sotto il controllo tedesco già nel mese di ottobre 1914 durante la "corsa al mare" che coinvolse i due schieramenti nel tentativo di aggirarsi a vicenda attraverso il nord-est della Francia. Diversi furono i tentativi francesi di riconquistare il crinale durante i primi due anni di guerra, e solo la divisione marocchina durante la Seconda battaglia dell'Artois nel 1915 riuscì per un breve periodo ad occupare il crinale, per poi abbandonarlo per la mancanza di rinforzi. Un altro tentativo francese fu durante la Terza battaglia dell'Artois nel settembre del 1915, che ebbe come solo risultato la conquista del paese di Souchez posto alla base della cresta occidentale. Questi primi attacchi costarono ai francesi circa 150 000 vittime, fu deciso quindi di fermare le operazioni nel settore, in un "vivi e lascia vivere" che coinvolse anche i tedeschi che non tentarono avanzate nel settore.
Nel febbraio 1916 gli inglesi del XVII Corpo d'armata, comandato dal tenente generale Sir Julian Byng, sostituirono la X Armata francese di stanza nel settore, per consentire ai francesi di trasferire rinforzi nel settore di Verdun. Gli inglesi scoprirono ben presto che i tedeschi sfruttarono la calma creatasi nel settore per costruire un complesso e vasto sistema trincerato e di gallerie per le mine da cui avrebbero attaccato le postazioni francesi. In tutta risposta la Royal Engineers creò in tutta fretta decine di gallerie contro mina lungo tutto il settore, e i tedeschi intensificarono le operazioni di disturbo con l'uso di artiglieria e mortai.
Il 21 maggio 1916, gli inglesi tentarono di occupare il rilievo, ma vennero ricacciati indietro dai tedeschi, che fecero diversi prigionieri e conquistarono molte delle gallerie scavate dagli inglesi, attestandosi saldamente sul crinale. Dopo alcuni contrattacchi nei giorni a seguire, gli inglesi, vennero poi rimpiazzati dai canadesi nell'ottobre del 1916.

## Preparazione dell'attacco

### Pianificazione strategica
I primi movimenti per un'offensiva a primavera nei dintorni di Arras iniziarono in seguito a una conferenza dei comandanti di corpo d'armata presso il quartier generale inglese il 21 novembre 1916. Il 5 gennaio 1917, il tenente generale Sir Julian Byng prese il comando del Corpo canadese e nel marzo del 1917, il quartier generale inglese dell'esercito presentò ufficialmente a Byng gli ordini di un attacco che aveva come obiettivo il crinale di Vimy, nell'ambito della più massiccia l'offensiva verso Arras.
Per la prima volta tutte e quattro le divisioni canadesi furono designate a partecipare insieme in una battaglia, e anche se tutte le divisioni furono rinforzate da truppe inglesi, dei 170 000 attaccanti ben 97 184 erano canadesi, tutti impegnati nell'attacco, mentre molti inglesi erano anche impegnati come riserve e serventi d'artiglieria.
Alcune conferenze sulla battaglia di Verdun, conclusasi appena prima della fine del 1916, fecero capire ai comandi alleati l'importanza dell'uso dell'artiglieria. Anche gli ufficiali canadesi parteciparono a queste riunioni e in particolare Arthur Currie assecondò queste nuove tattiche, che vennero quindi utilizzate efficacemente durante l'assalto a crinale di Vimy.

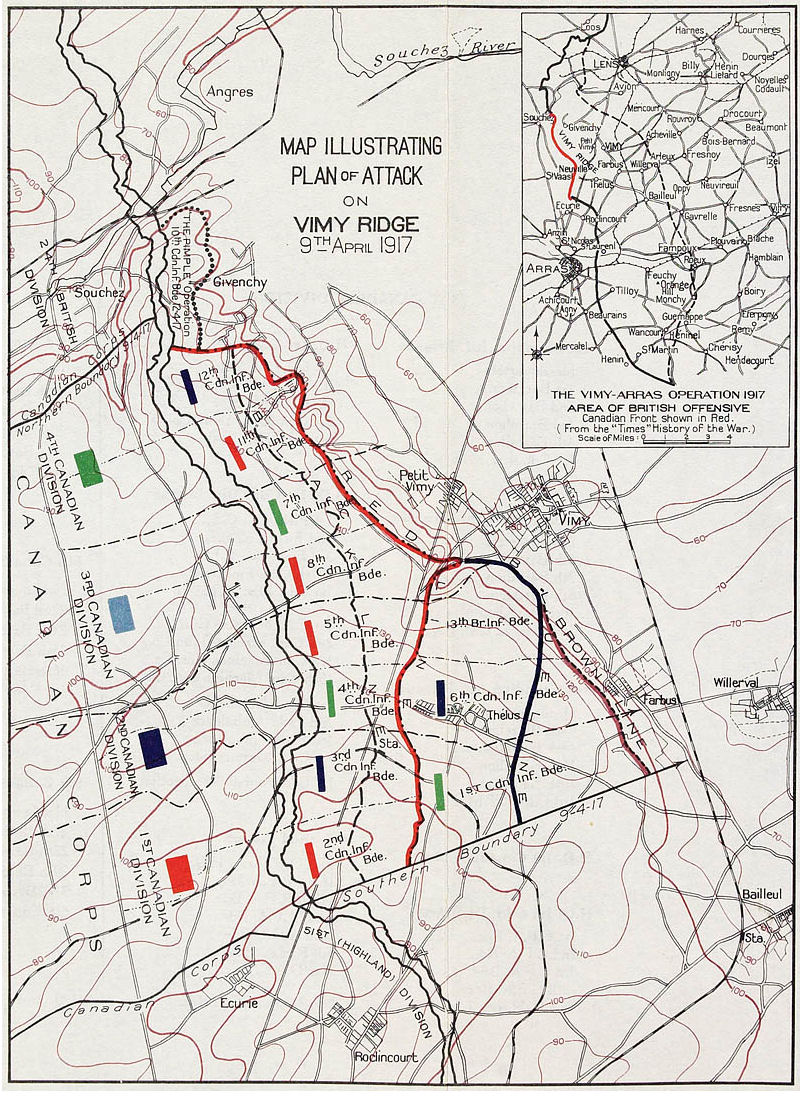
Piano d'attacco canadese

Il 5 marzo 1917 venne quindi approvato dal generale Henry Horne il piano per l'attacco. Questo sarebbe stato effettuato su un fronte di 7 chilometri, con al centro il paese di Vimy, che si trova sul lato est del crinale.
La Black line rappresenta i limiti dell'avanzata iniziale, il primo obiettivo, in cui si sarebbero sfondate le prime linee tedesche, mentre la Red line rappresenta il limite di conquista del punto più alto della cresta, il poggio fortificato (50°23′43″N 2°45′25″E), che avrebbe garantito la conquista della Fattoria Folie, della trincea Zwischen-Stellung e della frazione di Les Tilleuls.

Alle due divisioni più a sud dello schieramento, era poi stato chiesto di compiere un'ulteriore avanzata, catturando la trincea Zwölfer-Graben e la seconda linea tedesca.
La fanteria sarebbe avanzata procedendo di pari passo con lo sbarramento di artiglieria, che sarebbe avanzato di 100 iarde (91 metri) alla volta, distruggendo gradualmente le difese mano a mano che la fanteria avanzava.

Inoltre, per mantenere lo slancio offensivo, le unità erano chiamate di volta in volta a scavalcarsi, in modo tale da permettere un ricambio costante di forze fresche; così dopo aver catturato e consolidato le posizioni sulla Black line, altre unità sostitutive sarebbero avanzate in avanti verso il nuovo obiettivo. Questo accadde soprattutto dalla parte sud del fronte dove la 1ª e la 2ª Divisione canadese, sarebbero dovute avanzare oltre la Red line, proseguendo verso altri due obbiettivi la Blue e la Brown line.

Condotto in modo adeguato, il piano avrebbe lasciato ai tedeschi pochissimo tempo per uscire dai loro ripari, dopo la fine del tiro di sbarramento infatti, essi sarebbero stati immediatamente attaccati dalle truppe canadesi che avanzavano insieme allo sbarramento, e se la pianificazione del piano fosse stata rispettata, avrebbe consentito un'avanzata di oltre 4 km entro le 13:00 del primo giorno di attacco, conquistando in questo modo la maggior parte della cresta.

#### Preparazione tattica

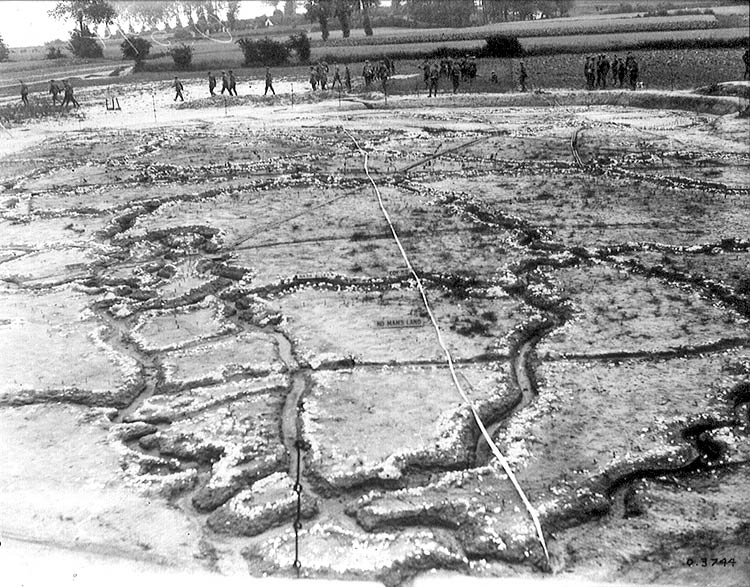
Modello in scala delle trincee tedesche

Nel febbraio 1917 venne pubblicato un opuscolo come preparazione tattica, dal titolo SS 143 Instructions for the Training of Platoons for Offensive Action, che sposava la tattica dello sbarramento di artiglieria seguito da veloci incursioni di fanteria divisa in piccoli plotoni; per questo l'opuscolo prevedeva il fondamentale uso della bomba a mano e dei lancia-granate come mezzi per neutralizzare i nidi di mitragliatrice avversari. Alle quattro divisioni canadesi venne quindi insegnata la tattica dell'incursione in piccoli plotoni: vennero persino creati modelli su vasta scala del campo di battaglia per mostrare a soldati e ufficiali i movimenti e le operazioni che sarebbero state eseguite sul campo.
E per facilitare ulteriormente il lavoro vennero distribuite moltissime carte topografiche dettagliate ad ufficiali e sergenti, per rendere chiara la disposizione dei luoghi e delle disposizioni da assumere e verificare sul campo, riducendo gli errori dei comandanti di plotone, e instillando sugli uomini fiducia nei comandi.

#### L'artiglieria

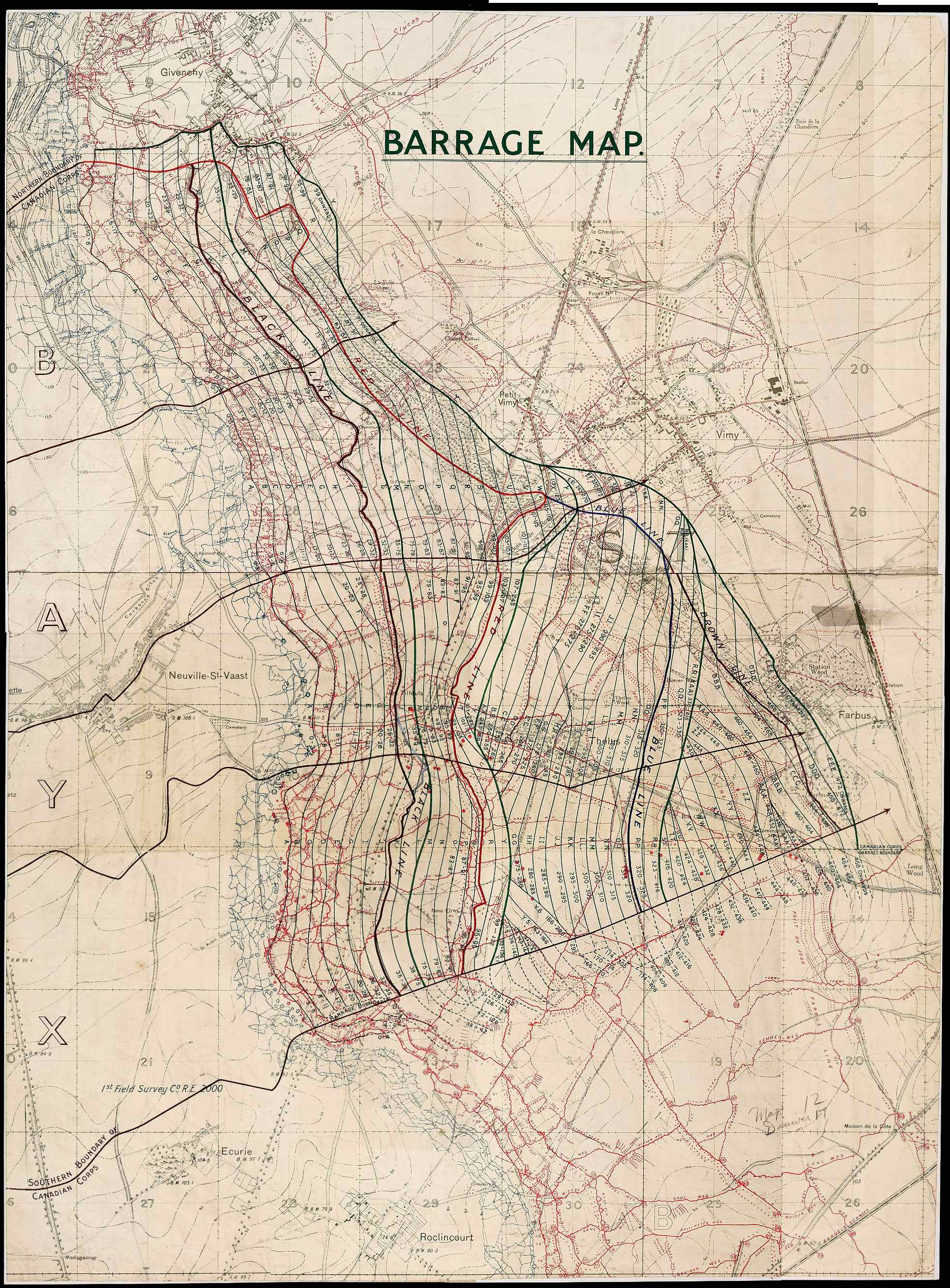
Mappa della progressione dello sbarramento d'artiglieria

Il più grosso appoggio alla battaglia gli inglesi lo diedero con l'impiego di 24 brigate di artiglieria, capaci di una potenza di 400 cannoni Ordnance QF 18 pounder, 138 obici da 4,5 pollici, 96 mortai da trincea da 2 pollici, 24 mortai da 9,45 pollici, il tutto supportato da 245 cannoni d'assedio e mortai pesanti messi a disposizione dal Corpo canadese.
Per l'attacco quindi, gli alleati disponevano di un cannone pesante ogni 20 metri, e un cannone campale ogni 10; questo rappresentava un notevole aumento medio di artiglieria, superiore anche allo sbarramento creato dagli alleati durante la battaglia della Somme un anno prima, sebbene con ben altre dimensioni del fronte.
Per le operazioni a Vimy, al Corpo canadese venne assegnato un potenziale di artiglieria tre volte superiore al normale, quindi anche il personale dei Royal Artillery comandati dal maggiore Alan Brooke, che sviluppò i piani per assicurare alla fanteria una completa protezione dallo sbarramento d'artiglieria.
Inoltre vennero messi a disposizione delle nuove spolette, più sensibili e in grado di esplodere al minimo contatto, in modo tale da evitare sprechi e soprattutto eliminare nel migliore dei modi i reticolati; inoltre, grazie alla campagna di ricognizione aerea antecedente l'attacco, venne data l'opportunità alle batterie inglesi di rispondere ad un eventuale tiro di contro-batteria, ma soprattutto di danneggiare nei giorni prima all'attacco le postazioni di artiglieria tedesche. Per mantenere le comunicazioni durante la battaglia, i cavi di telefono e telegrafo vennero interrati in media per 2,1 metri.

#### Preparazione aerea

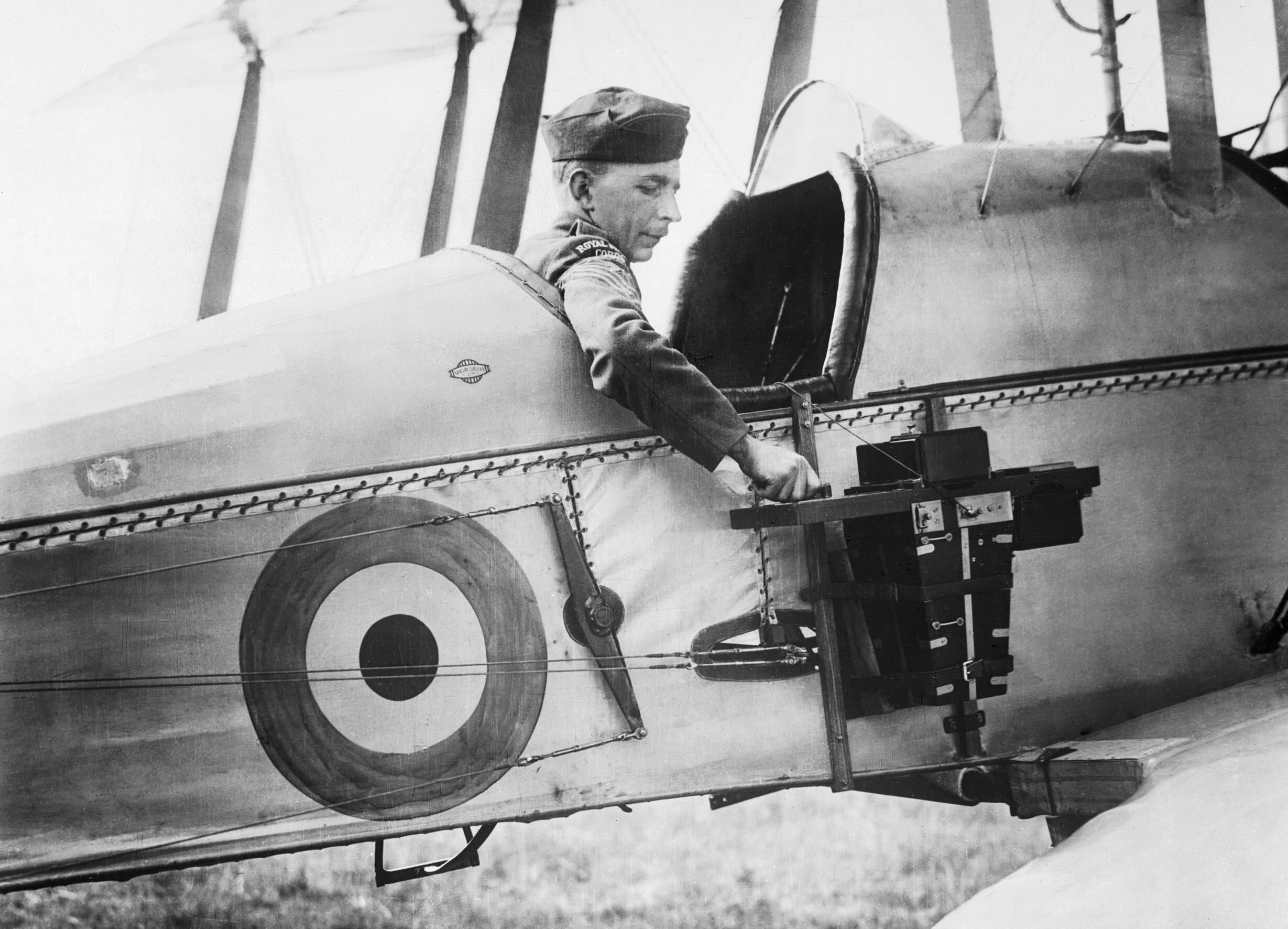
Ricognizione fotografica aerea inglese

Anche i Royal Flying Corps ebbero la loro determinante parte, infatti uno degli scopi principale dei comandi alleati era quello di assumere la superiorità aerea nel settore di Vimy, e impedire agli aerei nemici di disturbare le azioni di ricognizione degli aerei anglo-canadesi.
Vennero schierate 25 squadre per un totale di 365 aeromobili, lungo il settore Arras, in modo tale da rendere il rapporto tra velivoli nemici di 2 a 1 a favore degli alleati.
Al generale Byng furono messi a disposizione il 2º, l'8º il 25º il 40º e il 43º squadrone aereo più il 16º squadrone canadese solo con compiti di ricognizione ed osservazione per indirizzare il tiro delle artiglierie.
A rendere difficile il compito agli aerei inglesi vennero chiamate ulteriori squadre tedesche, inclusa quella di Manfred von Richthofen, che permisero una violenta reazione tedesca, la quale causò la perdita di 131 aerei inglesi nel corso della prima settimana di aprile. Nonostante questa reazione però, l'Imperial Army Air Service tedesco non riuscì ad impedire al Royal Flying Corps di svolgere le sue operazioni di fotografia e ricognizione, che si rivelarono determinanti nel corso della battaglia a terra.

#### Operazioni sotterranee

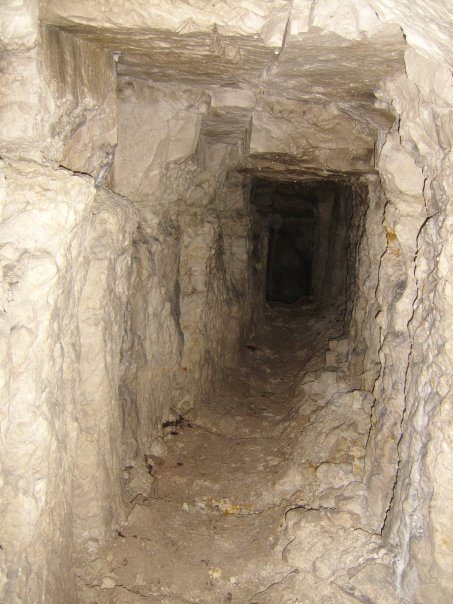
Una galleria nel settore di Vimy

Il settore Arras-Vimy era caratterizzato da un terreno molto soffice, ma estremamente stabile a causa della conformazione sedimentaria, e questo fu uno dei fattori principali della guerra sotterranea che caratterizzò la preparazione alla battaglia.
In anticipo rispetto agli inglesi, già nel 1915-'16 gli ingegneri bavaresi cominciarono una grossa opera di scavo che diede un vantaggio ai tedeschi, ben presto però neutralizzato dall'intervento dei Royal Engineers, che al loro arrivo agli inizi del 1916 cominciarono opere di contro-mina per combattere l'avanzata sotterranea tedesca.
Nel 1917 erano presenti non meno di 19 gallerie per le mine, ognuna contenente una camera preparata per contenere esplosivo, Ma erano presenti anche numerose gallerie per gli spostamenti delle truppe, scavate a una profondità di 10 metri, utilizzate per collegare le linee di riserva con quelle di prima linea, permettendo ai soldati di avanzare verso la parte anteriore della linea del fronte in modo rapido e sicuro.

Sotterranei erano anche i ricoveri, le postazioni di infermeria, i posti di comando, le riserve d'acqua e i depositi delle munizioni; incorporati in sottopassaggi erano nascosti le linee di metropolitana leggera, gli ospedali, i posti di comando, i serbatoi d'acqua, i depositi di munizioni.
Ma lo scopo primario era quello di infliggere perdite ai tedeschi, per questo gli inglesi scavarono 13 grandi tunnel sotto altrettante posizioni tedesche, ma i tedeschi da parte loro non stettero a guardare, iniziarono un'intensa attività di contro-mina riuscendo a fermare numerosi tentativi britannici di scavare sotto le loro linee. Tutto ciò non impedì agli inglesi di far esplodere 3 grandi mine in preparazione all'attacco e altre 5 al momento dell'assalto.

#### Incursioni
Notevole fu anche lo sforzo canadese nel rendere difficile la quotidianità nelle trincee tedesche; oltre 55 incursioni notturne vennero effettuate dai canadesi, veloci incursioni che causarono ai tedeschi perdite e prigionieri, ma che soprattutto ne colpirono il morale; ma le perdite si ebbero anche tra le file alleate. Un'incursione del 13 febbraio 1917, che coinvolse 900 uomini della IV divisione canadese, determinò ben 150 vittime tra i canadesi, che contarono 637 perdite in un'altra incursione del 1º marzo. Anche i tedeschi comunque si impegnarono in un'attività di pattugliamento e disturbo, non in grande stile come l'attività nemica, ma allo stesso modo importante.

### La difesa tedesca

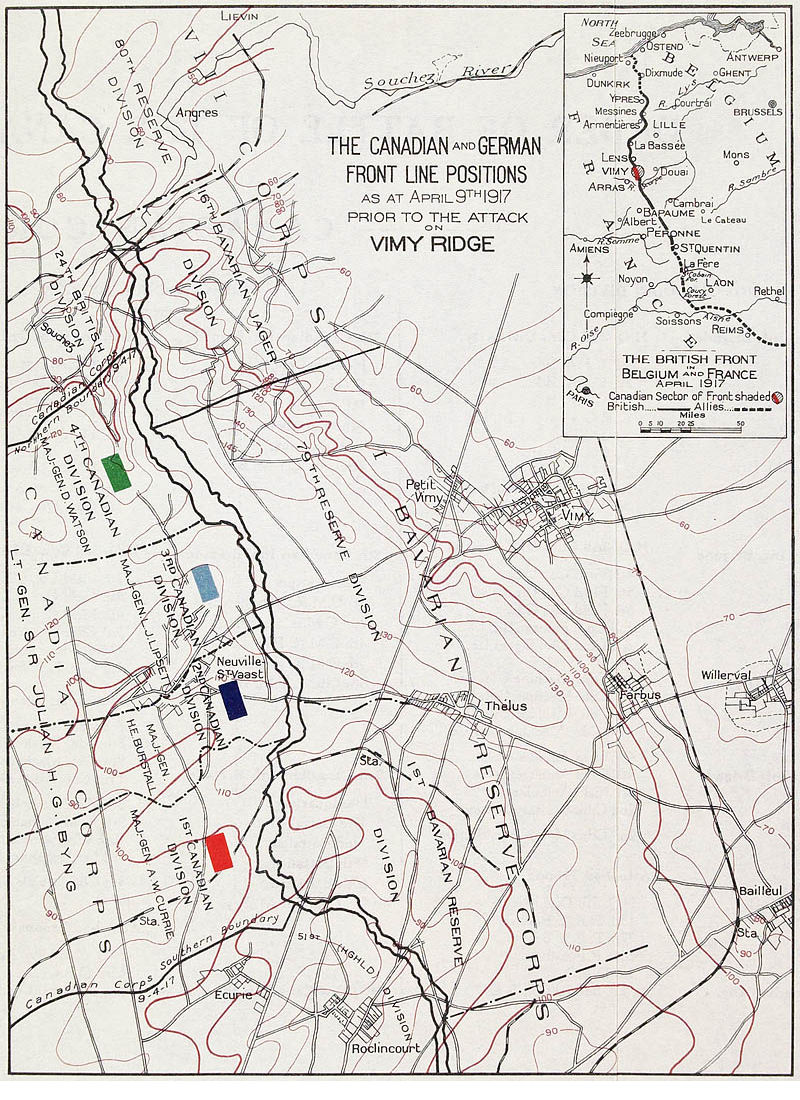
le posizioni dei due schieramenti con le posizioni difensive tedesche

L'esperienza della Somme fece capire ai comandi tedeschi che il metodo a difesa fissa e statica su linee trincerate non era più efficace, così venne elaborata dai tedeschi una nuova tattica detta a "difesa elastica" che prevedeva delle ritirate difensive momentanee, ma a Vimy erano due anni che i tedeschi approntavano la difesa in modo statico, con profondi trinceramenti e numerose gallerie, il che rese la nuova dottrina elastica difficile da applicare in questo settore.
I tedeschi riconobbero questi problemi nel settore, ed erano estremamente preoccupati per queste debolezze intrinseche del settore stesso. Questo venne rinforzato da mitragliatrici in modo da creare più perdite possibili, e presidiato da tre divisioni in linea, con sette reggimenti di fanteria tra di loro nella difesa immediata della cresta. La forza di ogni divisione era di circa 15 000 uomini, tuttavia la forza effettiva delle forze tedesche era significativamente meinore, se nel 1917 ogni compagnia tedesca era composta da 264 uomini, e sul crinale di Vimy questo numero scendeva a circa 150 uomini. Ogni reggimento tedesco era responsabile di circa 1 000 metri di fronte, di conseguenza, durante l'attacco canadese, ogni compagnia tedesca si trovò ad affrontare due o più battaglioni di circa mille uomini ciascuno. Le divisioni di riserva furono poi tenute a circa 24 km dietro le linee del fronte, quindi troppo lontane per una reazione adeguata ad un attacco alleato nel saliente.

## La battaglia

### Le forze in campo

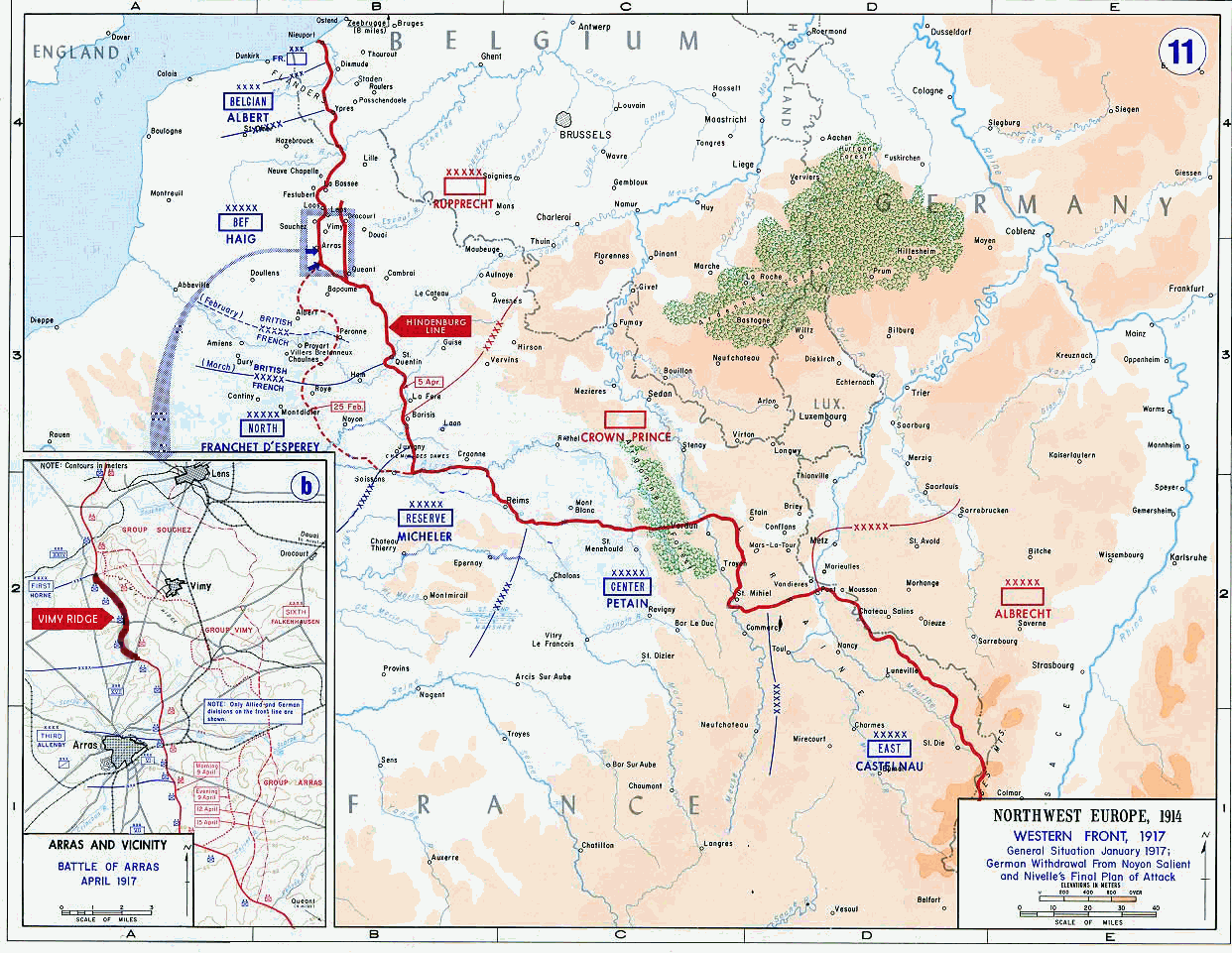
Mappa dell'attacco

Da una parte dello schieramento la 6ª Armata tedesca comandata dal generale Ludwig von Falkenhausen, responsabile del settore di Cambrai-Lilla al comando di 20 divisioni (più le riserve), con il crinale di Vimy controllato dalla I Corpo di riserva bavarese comandato dal generale Karl Ritter von Fasbender, la cui 16ª Divisione di fanteria si trovava di fronte alla cittadina di Souchez ed era responsabile per la difesa del tratto più a nord della cresta.
La 79ª Divisione di riserva poi era responsabile della difesa della parte centrale, compreso il punto più alto della cresta, Hill 145, mentre la 1ª Divisione di riserva bavarese era nella zona di Arras dall'ottobre 1914 a difesa delle città di Thélus, Bailleul e del versante meridionale della cresta.
Il Corpo canadese dall'altra parte, formato da quattro divisioni in linea e una di riserva, era comandato dal tenente generale Sir Julian Byng, sostenuto a nord dalla 24ª Divisione britannica del I Corpo d'armata, e da sud dal XVII Corpo.
Il compito più importante sarebbe stato svolto dalla 4ª Divisione canadese posizionata nella parte settentrionale, che avrebbe dovuto catturare la parte più alta della cresta e avanzare velocemente verso la città di Givenchy-en-Gohelle.
La 3ª Divisione canadese era assegnata alla sezione centrale della cresta, e i suoi compiti includevano la cattura di Folie e della Fattoria.
La 2ª Divisione canadese (che poi ha incorporato anche una brigata supplementare, la 5ª Divisione britannica) fu posizionata a sud della 3ª Divisione, con il compito di catturare il comune di Thélus.
La 1ª Divisione canadese infine era responsabile del settore più meridionale, dove avrebbe compiuto i più grandi progressi in termini di distanza.

### Attacchi preliminari

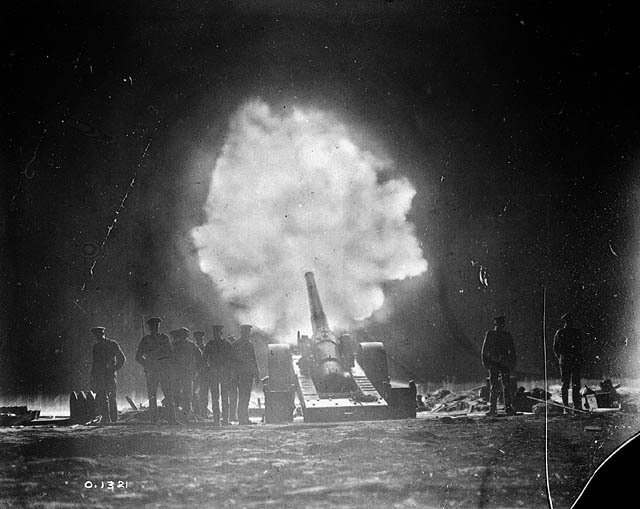
Cannone navale da 16 pollici in azione a Vimy

Già da tempo i tedeschi carpirono i movimenti nemici che avrebbero portato ad un attacco in primavera nei pressi di Arras; alcuni disertori anglo-canadesi poi confermarono i timori, fornendo loro una grande quantità di informazioni utili. Nel marzo 1917 le forze tedesche erano consapevoli che un grande attacco era imminente e che avrebbero compreso un attacco sul crinale di Vimy.
Il generale Ernst August Max von Bacmeister, comandante della 79ª Divisione di riserva tedesca, riferì alla fine di marzo movimenti canadesi in vista di un imminenate attacco, e tra le file dei comandi tedeschi si delineò l'idea di attuare un attacco preventivo con l'intento di catturare la parte settentrionale del fronte canadese.
Il bombardamento preliminare canadese però anticipò i tedeschi; i primi colpi vennero sparati il 20 marzo, con l'intento di creare varchi tra i reticolati e colpire sistematicamente le batterie tedesche.
Inoltre solo la metà delle artiglierie disponibili fu impegnata nei preparativi, per nascondere il vero potenziale di fuoco al nemico, che si sarebbe rivelato solamente in un secondo momento. Per una settimana quindi il bombardamento fu minore e fu amplificato a partire dal 2 aprile con l'impiego di tutto l'arsenale.
I tedeschi subirono materialmente e moralmente il bombardamento che si faceva sempre più pesante, le trincee vennero sconquassate e lo stress tra le loro file fu massimo; così, vista anche la difficoltà dei rifornimenti, il generale von Falkenhausen ordinò alle sue divisioni di riserva di sostituire quelle in prima linea che vennero mandate ad oltre 24 km dietro le linee, per evitare di continuare a subire le conseguenze fisiche e psicologiche del bombardamento.

### Attacco principale

#### 9 aprile

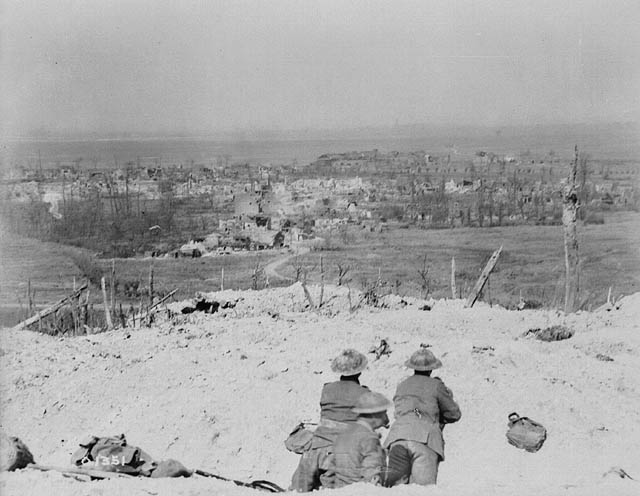
Truppe canadesi in cima al crinale guardano Vimy

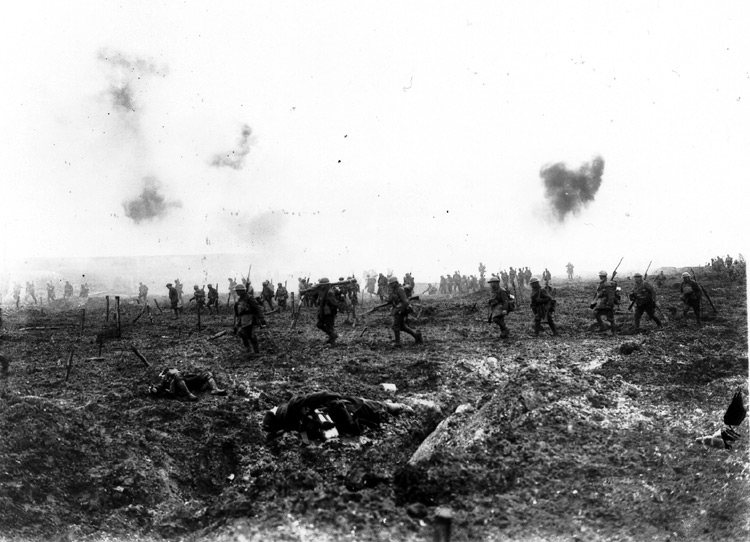
Truppe canadesi avanzano nella terra di nessuno

L'attacco era inizialmente previsto per le 5:30 dell'8 aprile 1917 (domenica di Pasqua), ma fu rinviato di 24 ore su richiesta dei francesi. Per tutto il giorno 8 e il mattino del 9 aprile, il tempo era freddo e la neve iniziò a cadere sul campo di battaglia, ma fortunatamente per i canadesi il vento soffiava verso le linee tedesche, disturbandone le operazioni ancor più che agli attaccanti che erano a favore di vento.
Nonostante tutto, l'artiglieria inglese pochi minuti prima dell'attacco del 9 aprile fece silenzio, ricalibrò tutti i pezzi per preparare lo sbarramento difensivo alla fanteria, e alle 5:30 esatte ogni pezzo d'artiglieria a disposizione del Corpo canadese cominciò a martellare le linee nemiche.
Trenta secondi dopo, gli ingegneri fecero detonare le mine tra la terra di nessuno e la prima linea di trincee tedesche, infliggendo le prime perdite e creando larghi varchi nel reticolato, intanto lo sbarramento d'artiglieria pian piano iniziò ad avanzare di 100 metri ogni tre minuti, seguito dalla fanteria mentre gli obici pesanti martellavano le postazioni di artiglierie nemiche con ancor più insistenza.
La 1ª, 2ª e 3ª Divisione canadese alle 06:25 circa riferirono di aver raggiunto il primo obbiettivo, la Black line, mentre la 4ª Divisione incontrò seri problemi durante l'avanzata riuscendo a catturare l'obiettivo con qualche ora di ritardo; dopo una prima pausa, che consentì alle prime tre divisioni canadesi di consolidare le loro posizioni, alle 07:00 riprese l'azione con la 1ª Divisione all'attacco della parte sinistra della Red line, e la 2ª e la 3ª Divisione all'attacco della città di Les Tilleuls e la parte destra della linea rossa.
Gli obbiettivi vennero tutti conquistati verso le 07:30, appena mezz'ora dopo l'inizio del secondo attacco ma, come prima, la 4ª Divisione incontrò serie difficoltà nella conquista di Hill 145, la parte più alta della cresta.
Quella affidata alla 4ª Divisione fu l'unico settore che impegnò per lungo tempo l'avanzata canadese, gli avanzamenti erano lenti, la reazione tedesca fu più rabbiosa e lo stesso sbarramento d'artiglieria non funzionò correttamente, impedendo più che facilitando le truppe alleate. Nonostante i ripetuti assalti canadesi i tedeschi resistevano, si ritirarono solo quando esaurirono le munizioni, lasciando Hill 145 in mano ai canadesi.
Verso mezzogiorno, alla 79ª Divisione di riserva tedesca fu ordinato di riprendere le porzioni perdute, tuttavia solo alle 18:00 i tedeschi furono i grado di riorganizzarsi e sferrare un nuovo attacco che però non ricacciò indietro i canadesi; solo nella notte arrivò la 111ª Divisione a riconquistare la linea persa, in attesa del giorno successivo.

#### 10 aprile

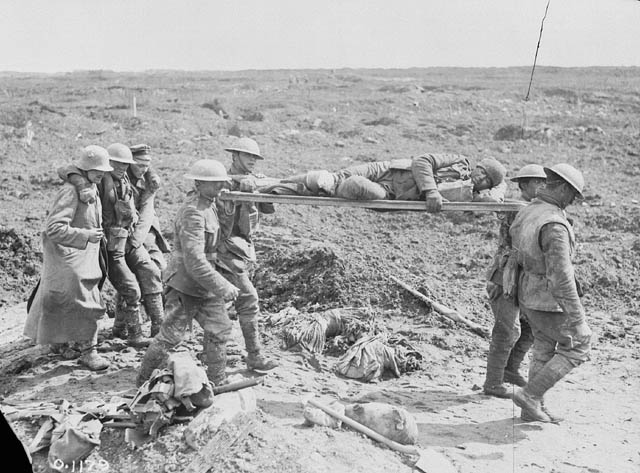
Canadesi evacuano i feriti

Gli inglesi trasferirono tre brigate fresche, alle 09:30 del 10 aprile, per sostenere l'avanzata della 1ª e 2ª Divisione canadese, dopo di che queste tre brigate, appoggiate da due squadre di carri armati, avrebbero "scavalcato" i canadesi per portare l'attacco verso la Blue line.
Alle 11:00 circa, la linea blu, Hill 135 e la città di Thélus erano state conquistate; per consentire poi di consolidare le posizioni sulla linea blu, lo sbarramento restò fermo per 90 minuti, e poco prima delle 13:00 la 1ª e la 2ª Divisione tornarono all'attacco per conquistare il loro obbiettivo finale, la Brown line, conquistata all'incirca verso le 14:00.
Intanto, dopo alcuni contrattacchi tedeschi a Hill 145, la 4ª Divisione riuscì a consolidare le sue posizioni e i tedeschi si ritirano sulla linea Oppy-Méricourt.
L'unico obbiettivo ancora da conquistare era la città di Givenchy, nell'ambito della cosiddetta "Operazione Pimple"; la 4ª Divisione, che era stata duramente nei due giorni precedenti, anche se riuscì a consolidare le sue posizioni sulla Red line, non riuscì a conquistare la città nonostante il supporto della 24ª Divisione britannica.

#### 12 aprile

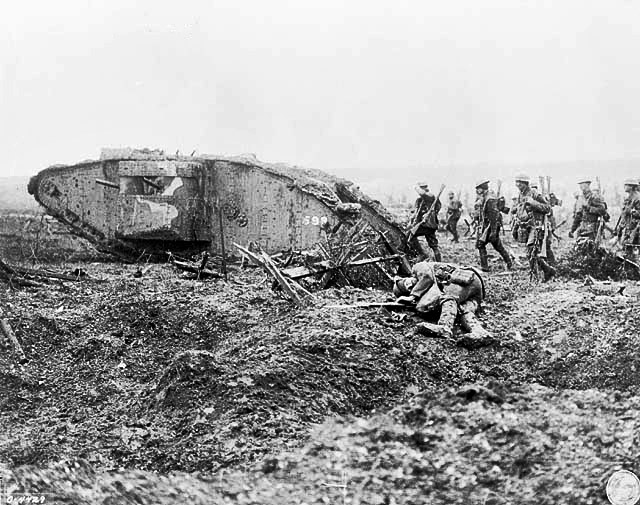
I soldati canadesi avanzano dietro un carro pesante Mark II durante la battaglia

Il 12 aprile venne deciso l'ennesimo attacco a Givenchy; un violento tiro d'artiglieria colpì duramente le postazioni tedesche ancora salde, anche con un tiro a gas direttamente sul comune di Givenchy-en-Gohelle per creare confusione. La difesa tedesca non riuscì a respingere l'assalto iniziale canadese e, intorno alle 06:00, l'Operazione Pimple si concluse vittoriosamente per i canadesi.

### Esito

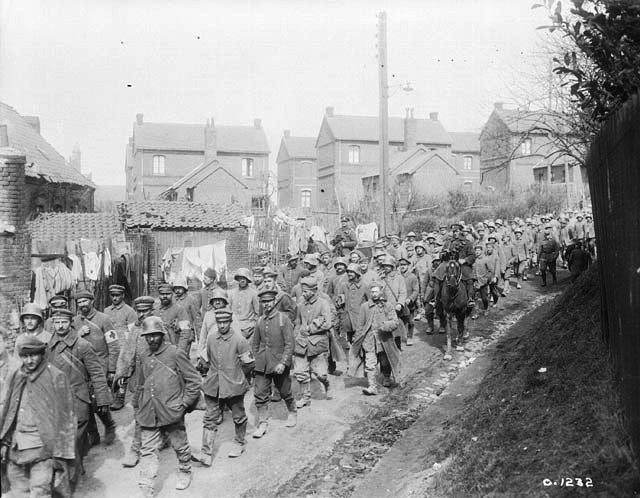
Prigionieri tedeschi

Al tramonto del 12 aprile 1917, il Corpo canadese aveva ormai il pieno controllo sul crinale di Vimy, al costo però di 10 602 perdite; divise in 3 598 morti e 7 004 feriti; dall'altra parte la 6ª Armata tedesca subì un numero imprecisato di perdite, e circa 4 000 prigionieri. Quattro componenti del Corpo canadese ricevettero la Victoria Cross, la più alta decorazione militare dell'Impero britannico:
- William Johnstone Milne soldato del 16º battaglione Canadian-scottish
- Ellis Wellwood Sifton Lance sergent del 18º battaglione Western Ontario
- John George Pattison soldato del 50º battaglione Calgary
- Thain Wendell MacDowell capitano del 38º battaglione Ottawa

Mentre da parte tedesca vennero consegnate due medaglie Pour le Mérite:
- Wilhelm Von Goerne tenente colonnello, comandante del 261º reggimento di riserva prussiano.
- Georg Karl Wichura generale, comandante del VIII Corpo di riserva

Dopo la sconfitta il capo di Stato Maggiore tedesco, feldmaresciallo Paul von Hindenburg, ordinò l'inizio di un'inchiesta sul crollo difensivo di Vimy, che si concluse con una relazione che parlava di difficoltà di comunicazione, errori di valutazione e linee di riserva poste troppo lontano dal fronte; inoltre Falkenhausen venne, per così dire, "accusato" di non aver usato le nuove disposizioni tattiche sulla difesa elastica.
Hindenburg sollevò quindi Falkenhausen dal suo comando e trasferito in Belgio, dove ebbe per il resto della guerra il compito di Governatore generale.

Nonostante, fino alla fine della guerra, non ci furono più azioni tedesche che miravano alla riconquista del crinale, la perdita dello stesso costrinse i tedeschi a rivedere la loro strategia difensiva nella zona. Invece di montare al contrattacco, i tedeschi proseguirono la loro ritirata facendo terra bruciata fino alla linea Oppy-Méricourt. Comunque, il totale fallimento dell'offensiva di Robert Nivelle appena una settimana dopo l'offensiva di Arras, mise pressione sul Feldmaresciallo Douglas Haig, che per mantenere i tedeschi impegnati nel settore Arras, e quindi ridurre al minimo le perdite francesi, adoperò ancora per varie settimane il Corpo canadese, nella Battaglia di Arleux e nella Terza battaglia della Scarpe a fine aprile e inizio maggio 1917.

## Il ricordo
La battaglia del crinale di Vimy ebbe, ed ha tuttora, un forte significato per i canadesi e per il Canada; anche se la battaglia non fu il maggior successo strategico dei canadesi nel corso della guerra, ha comunque significato per i canadesi la prima volta di un successo ottenuto interamente con le proprie forze, una lotta compiuta solamente con soldati canadesi. Ciò fece crescere l'immagine di unità nazionale e l'importanza nel peso della guerra del Canada, che emozionò la popolazione tutta.

### Vimy memorial
Il ricordo dei caduti si fece sentire anche in Canada, che commissionò per Vimy il più grande memoriale canadese d'oltremare. Il Canadian National Vimy Memorial è situato sul punto più alto del crinale di Vimy ed è dedicato alla commemorazione della battaglia e dei caduti del corpo di spedizione canadese durante la Grande Guerra. La Francia concesse l'uso perpetuo al Canada del tratto di terreno a Vimy nel 1922; una porzione di 250 acri (100 ettari) del campo di battaglia è ancora conservato come parte del parco memoriale che circonda il monumento. Ancora oggi si possono visitare trincee, gallerie e vedere i buchi delle esplosioni in una sorta di museo all'aperto dedicato alla battaglia del crinale.
Il monumento fu inaugurato il 26 luglio 1936 da re Edoardo VIII, alla presenza del presidente francese Albert Lebrun e di oltre 50 000 canadesi e veterani francesi con le loro famiglie. A partire dal 2004, il monumento ha subito un grande progetto di restauro pluriennale, che ha incluso la pulizia generale e la riscrittura di molti nomi iscritti. La Regina Elisabetta II ri-inaugorò simbolicamente il monumento alla fine dei lavori di restauro il 9 aprile 2007, nel corso di una cerimonia per commemorare il 90º anniversario della battaglia. Il memoriale è oggi custodito dal Veterans Affairs Canada.